# Artur Endreß
Artur Endreß (* 6. Februar 1932 in Garmisch-Partenkirchen) ist ein ehemaliger deutscher Eishockeyspieler. Er nahm an den Olympischen Winterspielen 1956 teil.

## Karriere

### Verein
Endreß rückte 1950 in den Kader der Oberligamannschaft des SC Riessersee auf. Mit dem Klub wurde er zwischen 1952 und 1958 fünfmal Vizemeister der Oberliga. Nach Gründung der Eishockey-Bundesliga wurde er mit Riessersee 1960 Deutscher Meister.
Anschließend wechselte Endreß in die nunmehr zweitklassige Oberliga zum EV Landsberg, wo er als Spielertrainer fungierte. 1964 war er in selber Funktion ein Jahr für den ERV Ravensburg in der drittklassigen Gruppenliga tätig. Nachdem der Aufstieg in die Oberliga verpasst worden war, kehrte Endreß nach Landsberg zurück, wo er bis zum Abstieg in die Regionalliga 1967 als Spieler aktiv war.
Nach Ende seiner aktiven Laufbahn als Spieler trainierte er bis 1970 den Füssener Klub SC Ziegelwies, der ab 1968 unter dem Namen EV Füssen 1b am Spielbetrieb teilnahm.

### Nationalmannschaft
Im Alter von 19 Jahren wurde Endreß 1951 erstmals in die deutsche Nationalmannschaft berufen. Er nahm an den Olympischen Winterspielen 1956 in Cortina d’Ampezzo teil, wo er im letzten Spiel der Vorrunde beim 7:0 gegen Österreich den deutschen Führungstreffer erzielte. Bis 1958 spielte Endreß insgesamt 22 Mal für die deutsche Eishockeynationalmannschaft und erzielte fünf Treffer.

## Erfolge
- 1960 Deutscher Meister mit dem SC Riessersee